# Celles (Hérault)
Celles (okzitanisch: Cèlas) ist ein Ort und eine südfranzösische Gemeinde mit 25 Einwohnern (Stand: 1. Januar 2022) im Département Hérault in der Region Okzitanien (vor 2016: Languedoc-Roussillon). Die Gemeinde gehört zum Arrondissement Lodève und zum Kanton Lodève (bis 2015: Kanton Clermont-l’Hérault). Die Einwohner werden Cellois genannt.

## Lage

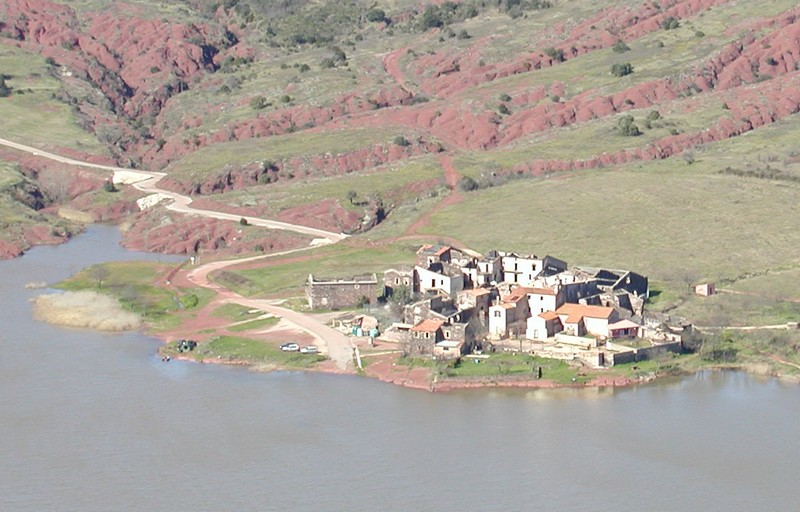
Blick auf Celles

Celles liegt etwa 43 Kilometer westnordwestlich von Montpellier. An der südlichen Gemeindegrenze befindet sich der Lac du Salagou, der vom Fluss Salagou und seinen Zubringern dotiert wird. Umgeben wird Celles von den Nachbargemeinden Le Puech im Norden und Nordwesten, Le Bosc im Osten und Nordosten, Clermont-l’Hérault im Süden und Südosten sowie Octon im Westen.

## Bevölkerungsentwicklung
| Jahr                       | 1962 | 1968 | 1975 | 1982 | 1990 | 1999 | 2006 | 2017 |
| Einwohner                  | 50   | 29   | 5    | 10   | 14   | 20   | 28   | 32   |
| Quellen: Cassini und INSEE |      |      |      |      |      |      |      |      |

## Sehenswürdigkeiten
- Kirche Mariä Geburt (Église de la Nativité-de-Notre-Dame)
- Kapelle Notre-Dame-des-Clans aus dem 14./15. Jahrhundert

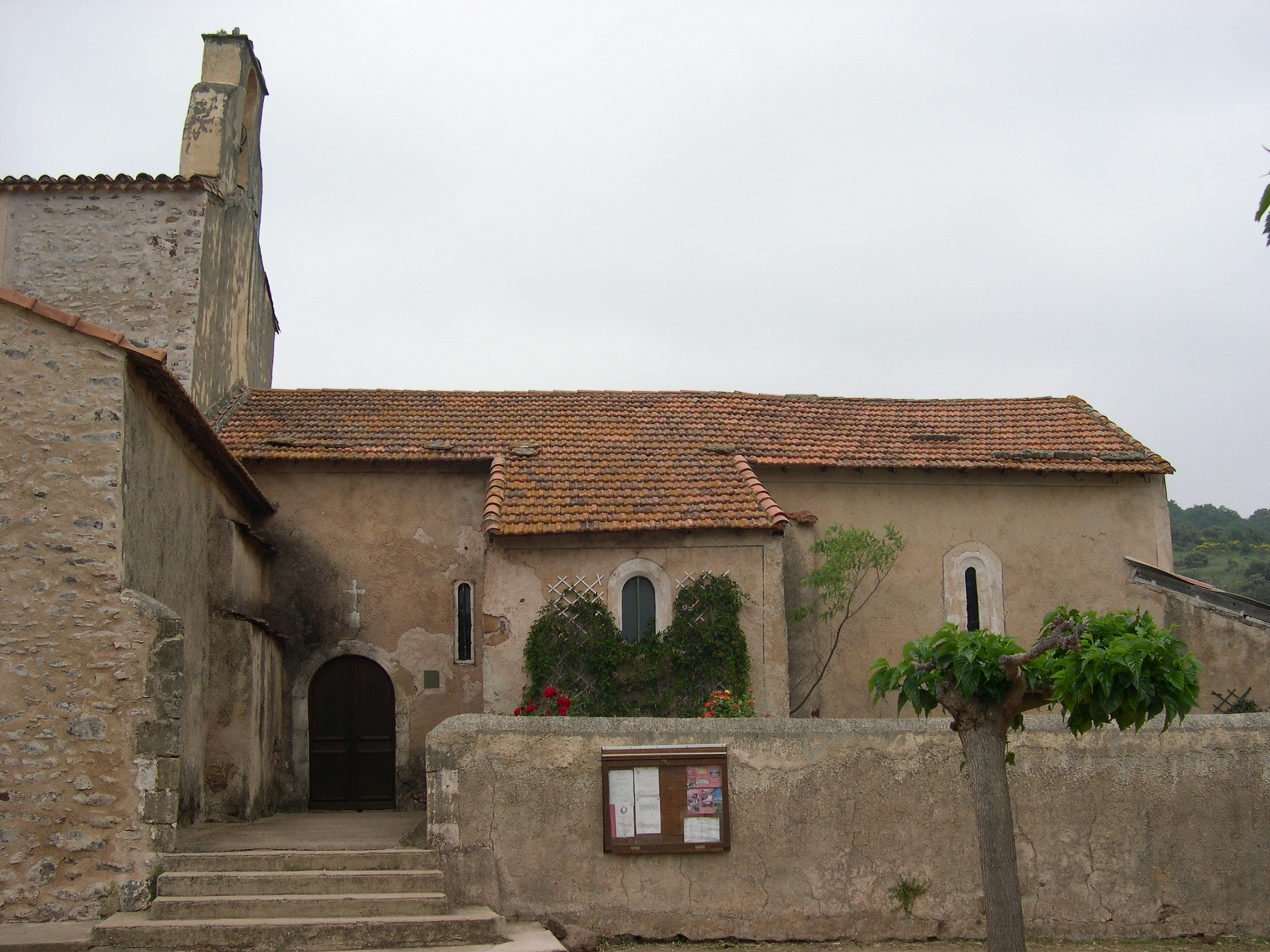
Kirche Mariä Geburt
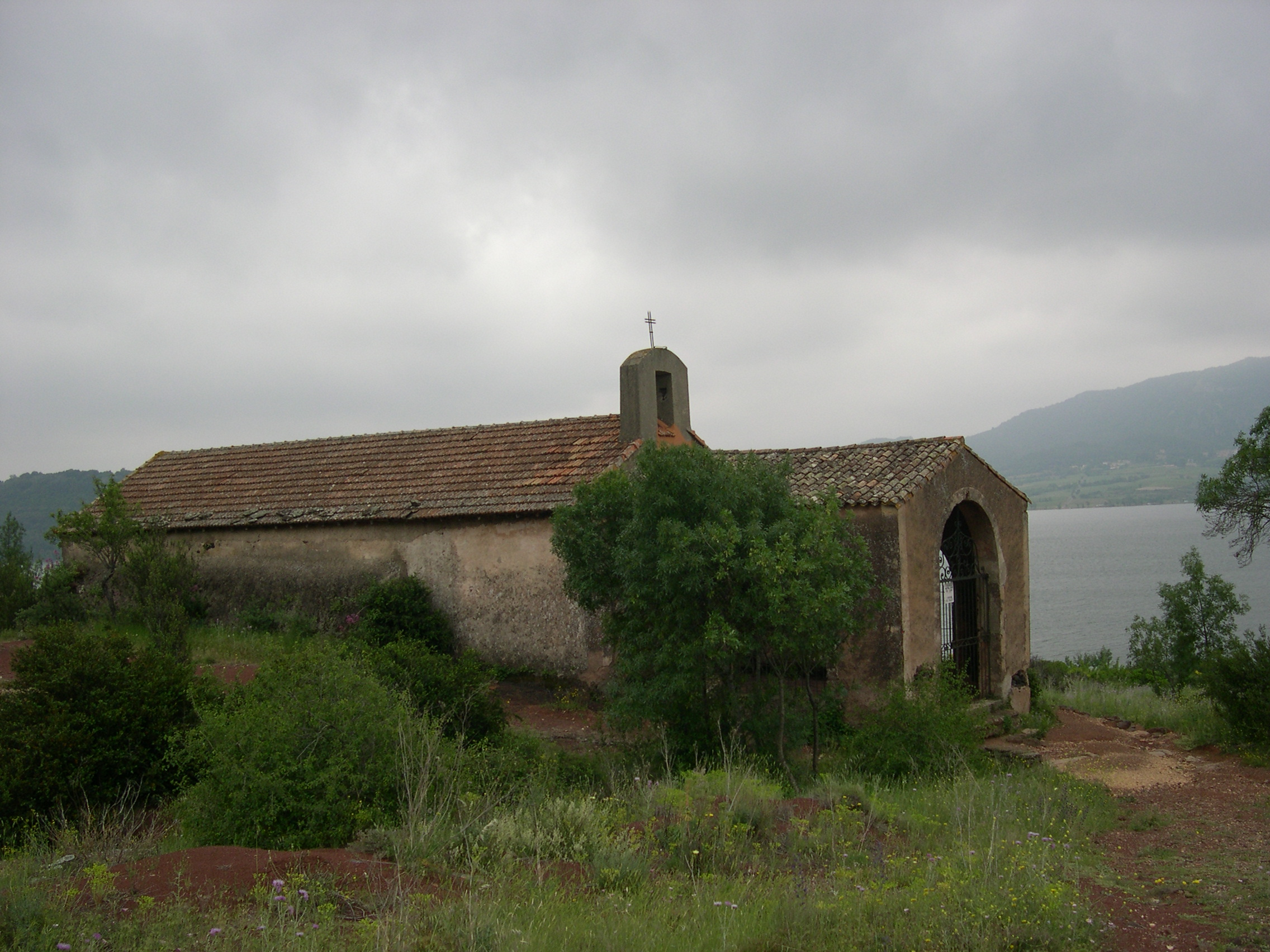
Kapelle Notre-Dame-des-Clans